# Kurt Rohde
Kurt Rohde (Estats Units, 1966), és un compositor, violinista i pedagog nord-americà. El 1998, va ser co-encarregat per la Koussevitzky Music Foundation a la Library of Congress i la Fromm Music Foundation de la Universitat Harvard per a la composició Minerva's Pools per a conjunt de corda. La Divisió de Música va rebre una partitura manuscrita el 1999
És assessor artístic del "Left Coast Chamber Ensemble", director artístic de la "Composers Conference", comissari del "Center for New Music" i professor de composició musical a la UC Davis. Ha rebut el Premi Roma, el Premi Berlín, beques de l'Institut Radcliffe-Harvard d'Estudis Avançats i la Fundació Guggenheim, i premis de l'Acadèmia Americana de les Arts i les Lletres, les fundacions Barlow, Fromm, Hanson i Koussevitzky.
Kurt ha liderat dues iniciatives per ajudar a crear oportunitats per als compositors poc representats. El "Kurt Rohde Emerging Composers Fund" és un projecte d'encàrrec que dona suport als compositors en les primeres fases de la seva vida creativa professional tenen l'oportunitat de crear un nou treball conjunt juntament amb els intèrprets del "Left Coast Chamber Ensemble" mitjançant tallers, assajos públics i revisions posteriors, i nombroses actuacions. L'objectiu d'aquest projecte és facilitar una relació duradora entre el compositor i els intèrprets que continua després de finalitzar el projecte d'encàrrec. El projecte Farewell Tour de Kurt Rohde - PARTS 1, 2, 3, 4, 5 i 6 és un altre projecte d'encàrrec que s'adreça a veus creatives poc apreciades de la nova comunitat musical. En encarregar de 5 a 6 compositors per a cada "part" del projecte per compondre obres per a viola solista, viola i piano, o viola i electrònica, Rohde busca ampliar el repertori de viola amb nous treballs d'una gamma extremadament variada de compositors, alhora que aborda (i potser redefinint) les possibilitats del que és capaç la viola al segle XXI.
Com a artista creatiu, Kurt està fascinat amb la codificació del fracàs en la cultura actual, i està intentant trobar maneres d'incorporar nocions no binàries de fracàs i catàstrofe a la manera com fa la seva obra. El resultat és un estil musical impredictible, però amb la intenció de crear un fenomen que posseeixi una immediatesa i intimitat desarmadores. Per obtenir més informació, visiteu el seu lloc web a www.kurtrohde.com.

## Obra
En solitari

- e(k)/(c)ho, per a contrabaix solista (en curs)
- Query - de Paul Mann - per a piano sol (2021)
- Els vaig hissar, dos narcotraficants - de Diane Seuss - per a piano sol (2021)
- Espero que quan passi - de Diane Seuss per a piano sol (2021)
- (Water Lilies Floating) - de Donna Masini - per a piano sol (2021)
- Preludi per a piano sol (2020)
- Puddings grumolls per a piano sol (2019-20)
- Circular/revelar per a piano sol (2018-2022)
- No time an estudi (massa breu) per a piano sol (2020)
- Icepick de Trotsky (una meditació) per a piano sol (2018/rev. 2019)
- Oracle Reach per a viola sol (2018)
- Faules originals de Famous Last Words de Paul Mann per a un teclat parlant i articles assortits (2017/rev. 2020-21)
- Credo petrificat per a violoncel sol (2016/rev. 2018/rev. 2020/rev. 2022/rev. 2023)
- ONE per a pianista parlant sobre poemes de Paul Mann(2009)

Música de cambra

| - La Commedia, a concerto grosso, destruït i tornat a muntar (en curs) - Tres cànons de xiuxiueig i un palimpsest, per a soprano i contrabaix (2024) - Seeking all that's still unsung, per quartet de corda (2024) Aquest treball va ser possible gràcies al Chamber Music America Classical Commissioning Program, amb un generós finançament proporcionat per la Fundació Andrew W. Mellon. - Les cançons populars més difícils mai escrites, per a un gran conjunt (2023) - El futur és finit, per a quintet de vent fusta i contrabaix (2021) - Sonic tunic, un remix desprésde Tunic (Song For Karen) de Kim Gordon i Sonic Youth per a violí i vibràfon (2021) - Un arbre que existeix en silenci (de The Overstory ) per a 3 a 5 veus (2021) - Blau, un remix de Joni Mitchell per a flauta alt, violí, viola i violoncel (2020) - Ave, un remix d'Hildegard von Bingen per a flauta alt, violí, viola i violoncel (2020) - Una ala, per a violí i piano (2019) - Regles suaus, II. - puddings grumolls per a piano a quatre mans (2019) - Regles suaus, I. - pètals oberts/tancats per a piano a quatre mans (2019) - El dret a ser oblidat, per a seanghwang, arpa desafinada i quartet de corda (2017) - Pètals sostenuti, de Five Etudes per a conjunt mixt (en curs) - Desenfrenat/dissecat/muntat, per a conjunt mixt (2016) - Obert/tancat, per a quartet de corda (2015) - Veu interior, per a quartet de corda (2015) - Post-Igor, per a conjunt mixt (2015) - Vine lentament - Eden!, un concert de cambra per a violoncel per a violoncel sol i petit conjunt (2014–15/Revisat 2019) - Altromondo, per a piano a quatre mans i objectes variats (2013–14) - Three Decimated Bach Chorales, for Electronics and Odd Quartet(2013) - Treatises for an Unrecovered Past, per a quartet de corda(2013/rev. 2017) | - …maestoso…misterioso…, per a violí amplificat, viola amplificada i articles assortits (2012) - No escolteu el mal, per a septet de cordes (2012) - A[u]nti Mazurka, un estudi per a conjunt mixt (2012) - As we do..., un estudi per a conjunt mixt (2011) - Four Remixes, per a trio de piano(2011) - Encara llunyà, encara aquí, per a un gran conjunt mixt (2010) - All Thumbs, un estudi per a conjunt mixt (2009) - Concertino, per a violí sol i petit conjunt (2009) - Seeing Things, per a violí i piano(2006) - Right Stuff, un remix després de The B52s per a viola i percussió (2005) - Double Trouble, per a dues violes i petit conjunt (2001-02) - Sis peces de personatges, per a viola i piano(2000) - Three Phantasy Pieces, per a viola, violoncel i contrabaix (1999-2000) |

Orquestra

- DoubleFrankinTroubleStein, per a dues violes i orquestra amplificades (2011)
- Bis Bald, una fanfàrria per a orquestra (2008)
- Martell de plata de Maxwell, per a orquestra de corda (2002)
- Sun King, per a orquestra de corda (2002)
- Strong Motion, per a orquestra de cambra (2002)
- Cinc peces, per a orquestra (1999-2000)
- Oculus, per a orquestra de corda (1999)

Vocal

- (Water Lilies Floating) (després de Donna Masini) per a veu solista i electrònica amplificada (2022)
- Water Lilies 8 (després de Donna Masini) per a veu solista i electrònica amplificada (2022)
- Water Lilies 7 (després de Donna Masini) per a veu solista i electrònica amplificada (2022)
- Water Lilies 6 (després de Donna Masini) per a veu solista i electrònica amplificada (2021)
- Water Lilies 5 (després de Donna Masini) per a veu solista i electrònica amplificada (2021)
- Water Lilies 4 (després de Donna Masini) per a veu solista i electrònica amplificada (2022)
- Water Lilies 3 (després de Donna Masini) per a veu solista i electrònica amplificada (2021)
- Water Lilies 2 (després de Donna Masini) per a veu solista i electrònica amplificada (2021)
- Water Lilies 1 (després de Donna Masini) per a veu solista i electrònica amplificada (2021)
- No era un somni... per a soprano, tenor i piano a quatre mans sobre textos de Diane Seuss (2018)
- Three Scented Candles, per a soprano i piano, sobre textos de Scott Hunter (2018)
- Per cantar , per a soprano solista i electrònica (2018/rev. 2020/rev. 2023)
- El poder és a tot arreu, una distracció observada per a soprano i petit conjunt sobre textos de Foucaultper a soprano i petit conjunt (2017)
- Mai va ser un cavaller..., per a tenor solista i conjunt (2016–17)
- No Time To Hate, per a soprano i piano (2016)
- Three Minutes with Ned, per a tenor i piano(2013–14)
- Endless, for chorus a capella (2007)
- Bitter Harvest, un oratori (2002–05)

Òpera

- Newtown Odyssey, una òpera flotant en col·laboració amb l'artista Marie Lorenz i l'escriptora Dana Spiotta (2021-23), feta possible amb el suport de Creative Capital i la NEA
- 4:30 Movie, una micro òpera basada en poemes de Donna Masini (2022-23), feta possible amb el suport de la NEA i la Comissió d'Arts de San Francisco
- power is everywhere, per a soprano i petit conjunt (2017)
- Never was a knight... per a tenor solista i conjunt (2016–017), composta per al tenor Joe Dan Harper, en col·laboració amb els artistes David Humphrey i Jennifer Coates
- Death With Interruptions, una òpera de cambra basada en la novel·la de José Saramago (2014–15); en col·laboració amb l'historiador Thomas Laqueuri i el "Left Coast Chamber Ensemble"

Vídeo

- Lost In The Woods, una instal·lació immersiva en col·laboració amb l'artista Shelley Jordon (2013–2014)
- This Is How It Works, per a l'electrònica i el vídeo gravats (2013)
- Artifacts, una representació per a narrador, petit conjunt i imatges projectades (2012)
- Terremoto, (2010)
- El viatge d'Anita, (2009)

Electrònica

- gyre...tone, un treball per a trombó baix multipista i vídeo (2024)
- Who's There? per a violí amplificat i electrònica (2013)
- This Is How It Works, per a electrònica i vídeo (2013)
- Three Decimated Bach Chorales, per a Electronics i Odd Quartet (2013)

Teatre

- Newtown Odyssey, una òpera flotant en col·laboració amb l'artista Marie Lorenz i l'escriptora Dana Spiotta (en curs)
- Fratturato Teatro, per a quatre músics i teatre de titelles (2008–09)